# Stenotritidae
Famille
Stenotritidae est la plus petite famille d'insectes hyménoptères de la super-famille des Apoidea. Elle ne comprend que deux genres, tous deux australiens, Ctenocolletes (Cockerell, 1929) et Stenotritus (Smith, 1853).
Ces grandes abeilles possèdent une pilosité très dense et volent rapidement. Elles  creusent des terriers dans le sol et y fabriquent des masses de provisions fermes et ovoïdes dans des cellules tapissées d'une sécrétion imperméable. Les nids de certaines espèces peuvent atteindre une profondeur de plus de trois mètres. Les larves ne tissent pas de cocon.

## Référence taxinomique
- (fr + en) ITIS : Stenotritidae